# نقابة الفنانين المحترفين في لبنان
نقابة الفنانين المحترفين في لبنان تأسست في 28 يونيو 1993 ويبلغ عدد المنتسبين لها 810 عضو (في مارس 2017). تتضمن النقابة سبعة قطاعات وتضم «الأشخاص الذين يمارسون المهن الفنية التالية والمستوفين للشروط المحددة في قانونها»:
1. التمثيل (الإخراج المسرحي والتلفزيوني والسينمائي والإذاعي)
2. الموسيقى (غناء وعزفاً وتأليفاً وتلحيناً)
3. الإخراج
4. الكتابة الدرامية وشعر الأغنية
5. الرقص (الرقص الكلاسيكي والفولكلوري)
6. السينماتوغرافي
7. الفنيون التقنيون

النقابة عندها الشروط المطلوبة للانتساب: يقبل المنتسب الحاصل على شهادة من كلية فنون أو معهد عال معترف بهما على أن تكون الشهادة مصدقة من وزارة التربية والتعليم العالي، كما يقبل الفنان صاحب الخبرة المشهود لها مصحوباً بثلاثة أعمال بارزة موثقة ومنشورة. وتحال طلبات الانتساب على لجان القطاعات للإطلاع عليها وتقويمها ومن ثم ترفع إلى المجلس للموافقة عليها وإرسالها إلى وزارة الثقافة للتصديق عليها.

## الأعضاء
نقابة الفنانين المحترفين في لبنان لها 811 عضو. هذه قائمة بأسماء الأعضاء البارزين حسب قطاع واللجنة وترتيب أبجدي:

### التمثيل
1. ديانا إبراهيم [3]
2. محمد إبراهيم (ممثل) [4]
3. ميشال أبو سليمان [5]
4. ندى أبو فرحات [6]
5. جهاد الأطرش [7]
6. جهاد الأندري [8]
7. شربل أيوب [9]
8. سميرة بارودي [10]
9. بلال بشتاوي [11]
10. بدر حداد [12]
11. عبدو حكيم [13]
12. حسن حمدان (ممثل) [14]
13. دارين حمزة [15]
14. ورد الخال [16]
15. داليدا خليل [17]
16. الكو داوود [18]
17. نادين الراسي [19]
18. ديانا رحمة [20]
19. رنا الرفاعي [21]
20. فادي الرفاعي (ممثل لبناني) [22]
21. علي الزين (ممثل) [23]
22. بيتر سمعان [24]
23. رولا شامية [25]
24. علي شقير [26]
25. جيل شلهوب [27]
26. بيار شماسيان [28]
27. كريستين شويري [29]
28. عفيف شيا [30]
29. مادلين طبر [31]
30. سامية الطرابلسي [32]
31. ريموند عازار [33]
32. سيرين عبد النور [34]
33. رينيه غوش [35]
34. جناح فاخوري [36]
35. باسم فغالي [37]
36. سيلفانا فلفلة [38]
37. سامر الغريب[39]
38. رودي قليعاني [40]
39. غازي كبارة [41]
40. أنطوان كرباج [42]
41. منى كريم (ممثلة) [43]
42. باميلا الكيك [44]
43. مارسيل مارينا [45]
44. غنوة محمود [46]
45. سمير معلوف [47]
46. طوني معلوف [48]
47. غسان المولى [49]
48. إسماعيل نعنوع [50]
49. هيفاء وهبي [51]
50. روزي اليازجي [52]
51. إلفيرا يونس [53]
52. طوني يونس [54]

### موسيقى

#### العزف
1. إيلي ضاهر [55]
2. جهاد عقل [56]
3. إحسان المنذر [57]

#### الغناء
1. جوزيف أبي ضاهر
2. إليسا [58]
3. سميرة توفيق [59]
4. وليد توفيق [60]
5. صبحي توفيق [61]
6. وائل جسار [62]
7. دارين حدشيتي [63]
8. كاتيا حرب [64]
9. عاصي الحلاني [65]
10. لورا خليل [66]
11. رضا (مغني) [67]
12. نوال الزغبي [68]
13. ناصيف زيتون [69]
14. ملحم زين [70]
15. زين العمر [71]
16. نيكول سابا [72]
17. نجاح سلام [73]
18. كارول سماحة [74]
19. دوللي شاهين [75]
20. معين شريف [76]
21. كلودا الشمالي[77]
22. شيراز (مغنية) [78]
23. إحسان صادق [79]
24. جوزيف عازار [80]
25. ليال عبود [81]
26. نانسي عجرم [82]
27. راغب علامة [83]
28. ميريام فارس [84]
29. كاتيا فرح [85]
30. فارس كرم [86]
31. نجوى كرم [87]
32. فيفيان مراد [88]
33. منى مرعشلي [89]
34. مادلين مطر [90]
35. يارا (مغنية) [91]
36. هيام يونس [92]
37. كارولين كرم [93]

#### التلحين
1. طارق أبو جودة [94]
2. أسامة الرحباني [95]
3. إلياس الرحباني [96]
4. نقولا سعادة نخلة [97]
5. سمير صفير [98]
6. سليم عساف [99]
7. كريم كبارة [100]
8. روميو لحود [101]

#### شعراء الأغنية
1. هنري زغيب [102]
2. سليم عساف [103]
3. نزار فرنسيس [104]
4. أحمد ماضي [105]

### الكتابة
1. طه العبد [106]
2. شكري أنيس فاخوري [107]
3. كلوديا مرشليان [108]

### الرقص
1. اماني [109]
2. عبد الحليم كركلا [110]

### السينوغرافيا
1. وجيه نحلة [111]

### التقنيون
لا يحظى أي من 19 الأعضاء في قطاع الفنيين التقنيون بالملحوظية الكاملة حسب ملحوظية الأشخاص.

## وصلات خارجية
- صندوق التعاضد الموحد للفنانين